# ادوارد پیسکون
ادوارد پیسکون (اوکراینی: Едуард Олександрович Піскун؛ زادهٔ ۱ ژانویهٔ ۱۹۶۷) بازیکن فوتبال اهل اتحاد جماهیر شوروی سوسیالیستی است.
از باشگاه‌هایی که در آن بازی کرده‌است می‌توان به باشگاه فوتبال کاماز نابرژنیه چلنی، باشگاه فوتبال تاوریا سیمفروپول، باشگاه فوتبال متالورگ زاپروژیا، و باشگاه فوتبال کوبان کراسنودار اشاره کرد.